# Asphondylia auripila
Asphondylia auripila är en tvåvingeart som beskrevs av Ephraim Porter Felt 1907. Asphondylia auripila ingår i släktet Asphondylia och familjen gallmyggor. Inga underarter finns listade i Catalogue of Life.